# Sipaway
Sipaway ist eine Insel der Provinz Negros Occidental in den Philippinen. Diese liegt vor der Ostküste der Insel Negros in der Tanon-Straße. Auf ihr liegt der Barangay Ermita, er hatte 2007 2215 Einwohner. Die Insel wird von der Großstadt San Carlos City aus verwaltet.

## Geographie & Ökologie
Sipaway wird durch den Refugio-Kanal von der Hauptinsel getrennt. Die Insel ist ca. 7 Kilometer lang, 700 Meter breit und ist ein beliebtes Reiseziel für Tauchtouristen aus aller Welt. Der Insel vorgelagert sind die Korallenriffe Camote und San Juan. Die gesamte Tanon-Straße ist als ein Meeresschutzgebiet ausgewiesen. In ihr leben Populationen von seltenen Meeressäugern, wie der Kleine Pottwal (Kogia simus) und des Breitschnabeldelfins (Peponocephala electra). Auf der Insel leben insgesamt ca. 30 verschiedene Vogelarten. Im Süden der Insel liegt eine kleine Salzwasserlagune. Seit 2008 erzeugt das kleine Wasserkraftwerk Balea mit 39 Kilowatt Leistung elektrischen Strom auf der Insel.

## Baletebaum
Auf der Insel steht der älteste Baletebaum der Inselgruppe der Visayas, um den sich ein Mythos rankt. Ein junger Mann kletterte im Zentrum des Baumes und blieb zwei Tage lang verschwunden. Als er zurückkehrte, erzählte er seiner Familie, er hätte das Paradies entdeckt. Er fand Gold, ein fantastisches Haus und eine wunderschöne Frau. Bis heute versuchen junge Männer diesen Platz wiederzufinden.